# Rosas (Colômbia)
Rosas é um município da Colômbia, localizado no departamento de Cauca.